# Маликдем, Ноэль
Ноэль Маликдем (англ. Noel Malicdem; род. 10 января 1977, Кесон-Сити, Столичный регион) — филиппинский игрок в дартс, выступающий на турнирах Профессиональной корпорации дартса. Многократный участник чемпионатов мира от Филиппин, а также представитель своей страны на двух Кубках мира по дартсу.

## Карьера
Ноэль Маликдем родился 10 января 1977 года в Пасиге (Кесон-Сити). Начал играть в дартс в 1999 году. Использует дротики массой 18 граммов.
Маликдем получил право участвовать на чемпионате мира 2019 года. В первом раунде турнира он победил Джеффри де Граафа со счетом 3:2, но проиграл уже во втором раунде австралийцу Кайлу Андерсону.
Год спустя ему снова удалось пройти квалификацию на чемпионат мира путём отборочного турнира Азиатского тура, где он занял четвёртое место в общем зачете. В первом раунде чемпионата он довольно легко обыграл автрийца Роуби-Джона Родригеса со счетом 3:0. Во втором раунде он лидировал и имел дротики на матч против будущего чемпионат мира Питера Райта из Шотландии, но не реализовал их и матч перешёл в лег внезапной смерти, в котором сильнее оказался Райт.
В 2019 году он представлял Филиппины вместе с Лоуренсом Илаганом на Кубке мира по дартсу PDC, но они проиграли в первом раунде Англии. Спустя год они вновь играли вместе и снова в первом раунде уступили англичанам Майклу Смиту и Робу Кроссу.
Ноэль Маликдем побеждал на этапах Азиатского тура в Китае, Японии (оба раза в 2018) и на Филиппинах (2019). В 2018 году на Азиатском туре оформил лег за 9 дротиков (нетелевизионный).

## Результаты на чемпионатах мира

### PDC
- 2019: Второй раунд (проиграл Кайлу Андерсону 1-3)
- 2020: Второй раунд (проиграл Питеру Райту 2-3)